# Il diavolo nella cattedrale (Edmund Crispin)
Il diavolo nella cattedrale (titolo originale Holy Disorders) è il secondo romanzo giallo di Edmund Crispin con Gervase Fen protagonista. In questo romanzo, pubblicato nel 1946, Crispin inserisce molti elementi appartenenti al mondo della musica.

## Trama
Inghilterra, estate 1940. Mentre il paese affronta i bombardamenti tedeschi, nella piccola cittadina di Tolnbridge nel Devon accadono dei fatti strani attorno all'antica cattedrale. Denis Brooke, organista della cattedrale, alla fine delle prove con il coro, viene aggredito e tramortito all'uscita dalla chiesa. Soccorso e portato in ospedale, nei rari sprazzi di lucidità non riesce a fornire una versione plausibile di ciò che gli è accaduto, raccontando di una lastra tombale rimossa e di un impiccato.
A Tolnbridge è in vacanza Gervase Fen, professore di letteratura inglese ad Oxford, al momento tutto preso da un nuovo hobby, l'entomologia. Le strane circostanze dell'aggressione a Brooke inducono Fen a invitare a Tolnbridge un suo vecchio amico, Geoffrey Vintner, organista e compositore di musica sacra, per prendere il posto di Brooke alla cattedrale, dato che il viceorganista è terrorizzato dall'idea di subire anch'egli un attentato.
Vintner si reca a Tolnbridge in treno, accompagnato da Henry Fielding, omonimo dello scrittore, un commesso di un grande magazzino di Londra che desidera entrare nel controspionaggio per servire la patria, visto che è stato escluso dal servizio militare. Da quando ha ricevuto il messaggio di Fen, a Vintner capitano tre piccoli incidenti, degli "avvertimenti" a rinunciare a recarsi a Tolnbridge, tuttavia, nonostante una comprensibile inquietudine, Vintner e Fielding arrivano finalmente a Tolnbridge e si recano alla canonica, un edificio adiacente al terreno in cui sorge la cattedrale e che ospita al momento anche il professor Fen.

## Edizioni
- Edmund Crispin, Il diavolo nella cattedrale, traduzione di Lucio Trevisan, I Classici del Giallo n. 1032, Arnoldo Mondadori Editore, ottobre 2004,  p. 235.